# Temporada 1968-69 de la NBA
La temporada 1968-69 de la NBA fue la vigesimotercera en la historia de la liga. La temporada finalizó con Boston Celtics como campeones tras ganar a Los Angeles Lakers por 4-3.

## Aspectos destacados
- Phoenix Suns y Milwaukee Bucks debutaron y aumentaron la liga a 14 equipos.
- Los Hawks se trasladaron de San Luis, Misuri a Atlanta, Georgia.
- El All-Star Game de la NBA de 1969 se disputó en el Baltimore Civic Center de Baltimore, Maryland, con victoria del Este sobre el Oeste por 123-112. Oscar Robertson, de Cincinnati Royals, ganó el premio al MVP del partido.
- El premio MVP de las Finales de la NBA se entregó por primera vez, siendo Jerry West, de Los Angeles Lakers, el primer galardonado a pesar de la derrota de su equipo en siete partidos ante Boston Celtics.

## Clasificaciones
| Equipo             | V  | D  | %V   | P  |
| ------------------ | -- | -- | ---- | -- |
| Baltimore Bullets  | 57 | 25 | .695 | -  |
| Philadelphia 76ers | 55 | 27 | .671 | 2  |
| New York Knicks    | 54 | 28 | .659 | 3  |
| Boston Celtics C   | 48 | 34 | .585 | 9  |
| Cincinnati Royals  | 41 | 41 | .500 | 16 |
| Detroit Pistons    | 32 | 50 | .390 | 25 |
| Milwaukee Bucks    | 27 | 55 | .329 | 30 |

| Equipo                 | V  | D  | %V   | P  |
| ---------------------- | -- | -- | ---- | -- |
| Los Angeles Lakers     | 55 | 27 | .671 | -  |
| Atlanta Hawks          | 48 | 34 | .585 | 7  |
| San Francisco Warriors | 41 | 41 | .500 | 14 |
| San Diego Rockets      | 37 | 45 | .451 | 18 |
| Chicago Bulls          | 33 | 49 | .402 | 22 |
| Seattle SuperSonics    | 30 | 52 | .366 | 25 |
| Phoenix Suns           | 16 | 66 | .195 | 39 |

* V: Victorias
* D: Derrotas
* %V: Porcentaje de victorias
* P: Partidos de diferencia respecto a la primera posición
* C: Campeón

## Playoffs
|  | Semifinales de División | Semifinales de División | Semifinales de División |   |             | Finales de División | Finales de División | Finales de División |  |    | Finales de la NBA | Finales de la NBA | Finales de la NBA |
|  |                         |                         |                         |   |             |                     |                     |                     |  |    |                   |                   |                   |
|  | E1                      | Baltimore               | 0                       |   |             |                     |                     |                     |  |    |                   |                   |                   |
|  | E3                      | New York                | 4                       |   |             |                     |                     |                     |  |    |                   |                   |                   |
|  | E3                      | New York                | 4                       |   | E3          | New York            | 2                   |                     |  |    |                   |                   |                   |
|  | División Este           |                         |                         |   | E3          | New York            | 2                   |                     |  |    |                   |                   |                   |
|  |                         | E4                      | Boston                  | 4 |             |                     |                     |                     |  |    |                   |                   |                   |
|  | E4                      | E4                      | Boston                  | 4 | Boston      | 4                   |                     |                     |  |    |                   |                   |                   |
|  | E4                      |                         |                         |   | Boston      | 4                   |                     |                     |  |    |                   |                   |                   |
|  | E2                      | Philadelphia            | 1                       |   |             |                     |                     |                     |  |    |                   |                   |                   |
|  | E2                      | Philadelphia            | 1                       |   |             |                     |                     |                     |  | E4 | Boston            | 4                 |                   |
|  |                         |                         |                         |   |             |                     |                     |                     |  | E4 | Boston            | 4                 |                   |
|  |                         | O2                      | Los Angeles             | 3 |             |                     |                     |                     |  |    |                   |                   |                   |
|  | O1                      | O2                      | Los Angeles             | 3 | Los Angeles | 4                   |                     |                     |  |    |                   |                   |                   |
|  | O3                      | San Francisco           | 2                       |   |             |                     |                     |                     |  |    |                   |                   |                   |
|  | O3                      | San Francisco           | 2                       |   | O1          | Los Angeles         | 4                   |                     |  |    |                   |                   |                   |
|  | División Oeste          |                         |                         |   | O1          | Los Angeles         | 4                   |                     |  |    |                   |                   |                   |
|  |                         | O2                      | Atlanta                 | 1 |             |                     |                     |                     |  |    |                   |                   |                   |
|  | O4                      | O2                      | Atlanta                 | 1 | San Diego   | 2                   |                     |                     |  |    |                   |                   |                   |
|  | O4                      |                         |                         |   | San Diego   | 2                   |                     |                     |  |    |                   |                   |                   |
|  | O2                      | Atlanta                 | 4                       |   |             |                     |                     |                     |  |    |                   |                   |                   |

## Estadísticas
| Categoría                    | Jugador          | Equipo             | Estadísticas |
| ---------------------------- | ---------------- | ------------------ | ------------ |
| Puntos por partido           | Elvin Hayes      | San Diego Rockets  | 28.4         |
| Rebotes por partido          | Wilt Chamberlain | Philadelphia 76ers | 21.1         |
| Asistencias por partido      | Oscar Robertson  | Cincinnati Royals  | 9.8          |
| Porcentaje de tiros de campo | Wilt Chamberlain | Philadelphia 76ers | 58.3         |
| Porcentaje de tiros libres   | Larry Siegfried  | Boston Celtics     | 86.4         |

## Premios
- MVP de la Temporada
  -  Wes Unseld (Baltimore Bullets)
- Rookie del Año
  -  Wes Unseld (Baltimore Bullets)
- Entrenador del Año
  -  Gene Shue (Baltimore Bullets)

| - Mejor Quinteto de la Temporada - Elgin Baylor, Los Angeles Lakers - Wes Unseld, Baltimore Bullets - Billy Cunningham, Philadelphia 76ers - Earl Monroe, Baltimore Bullets - Oscar Robertson, Cincinnati Royals | - 2.º Mejor Quinteto de la Temporada - Hal Greer, Philadelphia 76ers - John Havlicek, Boston Celtics - Dave DeBusschere, Detroit Pistons/New York Knicks - Jerry West, Los Angeles Lakers - Willis Reed, New York Knicks |

| - Mejor Quinteto Defensivo - Dave DeBusschere, Detroit Pistons/New York Knicks - Nate Thurmond, San Francisco Warriors - Bill Russell, Boston Celtics - Walt Frazier, New York Knicks - Jerry Sloan, Chicago Bulls | - 2.º Mejor Quinteto Defensivo - Rudy LaRusso, San Francisco Warriors - Tom Sanders, Boston Celtics - John Havlicek, Boston Celtics - Jerry West, Los Angeles Lakers - Bill Bridges, Atlanta Hawks |

- Mejor Quinteto de Rookies
  - Gary Gregor, Phoenix Suns
  - Wes Unseld, Baltimore Bullets
  - Elvin Hayes, San Diego Rockets
  - Art Harris, Seattle SuperSonics
  - Bill Hewitt, Los Angeles Lakers